# Romagny, Manche
Romagny är en kommun i departementet Manche i regionen Normandie i norra Frankrike. Kommunen ligger i kantonen Mortain som tillhör arrondissementet Avranches. År 2018 hade Romagny 980 invånare.

## Befolkningsutveckling
Antalet invånare i kommunen Romagny
| Referens: INSEE |